# Guerra de la información
La guerra de la información consiste en el uso y manejo de la información con el objetivo de conseguir una ventaja competitiva sobre un oponente. La guerra de la información puede consistir en recoger información táctica, en confirmar la veracidad de la información propia, en la distribución de propaganda o desinformación para desmoralizar al enemigo y al público, en minar la calidad de la información de la fuerza enemiga y en negar oportunidades de recolectar información a las fuerzas enemigas.
La guerra de la información puede tomar muchas formas:
- Las transmisiones de televisión y radio pueden bloquearse.
- Las transmisiones de televisión y radio pueden interferirse para realizar una campaña de desinformación.
- Se pueden incapacitar las redes logísticas.
- Se pueden sabotear la transacciones de la bolsa de valores mediante una intervención electrónica, filtrando información sensible o colocando desinformación.

Durante la Guerra del Golfo de 1991, hackers holandeses robaron información acerca de los movimientos de tropas de los Estados Unidos, metiéndose en los ordenadores del "Departamento de Defensa de los Estados Unidos" y trataron de venderla a los iraquíes, que pensaron que era una trampa y rechazaron la oferta . 
En enero de 1999, los ordenadores de la "Inteligencia Aérea de los Estados Unidos", fueron golpeados mediante un ataque coordinado, parte del cual parecía provenir de hackers rusos
.

## Origen
La información sobre las propias fuerzas, fuerzas aliadas y sobre las fuerzas enemigas ha sido siempre un factor clave en las operaciones militares, discutida ya en El arte de la guerra de Sun Tzu:
Si te conoces a ti mismo y conoces a tu enemigo, no necesitas temer al resultado de un centenar de batallas. Si te conoces a ti mismo pero no conoces a tu enemigo, por cada victoria que ganes sufrirás también una derrota. Si no te conoces ni a ti mismo ni a tu enemigo, sucumbirás en cada batalla.
Naciones, corporaciones, e individuos, todos buscan incrementar, proteger y explotar su propia información mientras tratan de limitar y penetrar la información del adversario. Los métodos para recoger, almacenar, analizar y explotar la información cubren un amplio espectro de actividades tanto militares como civiles y mientras que esta discusión solo atañe a la aplicación militar de la disciplina, estos métodos se aplican legítimamente en ambientes comerciales.
Desde la década de 1960, ha habido avances extraordinarios en los medios técnicos de transmisión, protección, recolección, almacenamiento y análisis de la información que han permitido avances significativos en el desarrollo de la ciencia de la información.

## Operaciones de información
Operaciones de Información (“Info Ops” en inglés) es una disciplina dentro del mundo militar que abarca operaciones militares de apoyo directo e indirecto cuyo objetivo es afectar a la información y sistemas de información del adversario y/o defender la información y sistemas de información propios. Su objetivo es influir, interrumpir, corromper o usurpar la habilidad de tomar o comunicar decisiones de los adversarios (humanas o automatizadas) y  proteger las propias.

## Operaciones no militares
Equipos organizados no militares, incluso expertos en información no gubernamentales se están convirtiendo en un fenómeno cada vez más común. Pueden desarrollar diferentes agendas políticas, estar envueltos en el astroturfing, o participar en campañas políticas.

### Libros (en inglés)
- Winn Schwartau, ed, Information Warfare: Cyberterrorism: Protecting your personal security in the electronic age, Thunder's Mouth Press, 2nd ed, (1996) (ISBN 1-56025-132-8).

- John Arquilla and David Ronfeldt, In Athena's Camp, RAND (1997).

- Dorothy Denning, Information Warfare and Security, Addison-Wesley (1998) (ISBN 0-201-43303-6).

- James Adams, The Next World War: Computers are the Weapons and the Front line is Everywhere, Simon and Schuster (1998) (ISBN 0-684-83452-9).

- Edward Waltz, Information Warfare Principles and Operations, Artech House, 1998, ISBN 0-89006-511-X

- John Arquilla and David Ronfeldt, Networks and Netwars: The Future of Terror, Crime, and Militancy, RAND (2001) (ISBN 0-8330-3030-2).

- Gregory J. Rattray, Strategic Warfare in Cyberspace, MIT Press (2001) (ISBN 0-262-18209-2).

- Anthony H. Cordesman, Cyber-threats, Information Warfare, and Critical Infrastructure Protection: DEFENDING THE US HOMELAND (2002) (ISBN 0-275-97423-5).

- Leigh Armistead, Information Operations: The Hard Reality of Soft Power, Joint Forces Staff College and the National Security Agency (2004) (ISBN 1-57488-699-1).

- Thomas Rid, War and Media Operations: The US Military and the Press from Vietnam to Iraq], Routledge (2007) (ISBN 0-415-41659-0).

### Otros
- Science at War: Information Warfare, The History Channel (1998).

### Recursos (en inglés)
- Politically Motivated Computer Crime
- Cyberspace and Information Operations Study Center Archivado el 31 de octubre de 2007 en Wayback Machine., Air University, U.S. Air Force.
- IWS - The Information Warfare Site
- The Information Warfare Monitor
- Information Warfare, I-War, IW, C4I, Cyberwar
- Federation of American Scientists - IW Resources Archivado el 14 de octubre de 2007 en Wayback Machine.
- Association of Old Crows http://www.myaoc.org The Electronic Warfare and Information Operations Association
- C4I.org - Computer Security & Intelligence
- Information Warfare, Information Operations and Electronic Attack Capabilities Air Power Australia.
- Committee on Policy Consequences and Legal/Ethical Implications of Offensive Information Warfare, The National Academies.
- Program on Information and Warfare, Global Information Society Project, World Policy Institute.
- News and information on politically motivated computer crime
- Information Warefare blog Created to support the 3rd Int'l Conf. on Information Warfare and Security at the University of Nebraska at Omaha on April 24-25, 2008.

- COSC 511 Information Warfare: Terrorism, Crime, and National Security @ Department of Computer Science, Georgetown University (1997-2002) (Dorothy Denning).
- Information Warfare, Cyberterrorism, and Hacktivism from Cybercrime, Cyberterrorism and Digital Law Enforcement, New York Law School.

### Papeles: Investigación y Teoría (en español)
Hebert Tovar (2011) Guerra de Información: ¿el arma es el mensaje?. UCV : Caracas. Investigación académica. 

### Papeles: Investigación y Teoría (en inglés)
- Col Andrew Borden, USAF (Ret.), What is Information Warfare? Aerospace Power Chronicles (1999).
- Dr Carlo Kopp, A Fundamental Paradigm of Infowar (February, 2000).
- Research & Theory Links Archivado el 30 de octubre de 2007 en Wayback Machine., Cyberspace and Information Operations Study Center, Air War College, Air University, U.S. Air Force.

### Papeles: Otros (en inglés)
- An essay on Information Operations by Zachary P. Hubbard
- The Culture Variable in the Influence Equation Archivado el 25 de octubre de 2007 en Wayback Machine., working paper to be published in The Public Diplomacy Handbook, Routledge (forthcoming March 2008).

### Artículos de Noticias (en inglés)
- Army, Air Force seek to go on offensive in cyber war, GovExec.com (June 13, 2007).
- NATO says urgent need to tackle cyber attack, Reuters (June 14, 2007).
- America prepares for 'cyber war' with China, Telegraph.uk.co (June 15, 2007).
- NATO, US gear up for cyberpunk warfare, The Register (June 15, 2007).

### Doctrina de Operaciones de la Información del Departamento de Defensa de Estados Unidos (en inglés)
- Information Operations Roadmap (DOD 2003)
- Information Operations (JP 3-13 2006)
- Operations Security (JP 3-13.3)
- Military Deception (JP 3-13.4)
- Joint Doctrine for PSYOPS (JP 3-53 2003)
- Joint Doctrine for Public Affairs (JP 3-61 2005)

### Contraterrorismo (en inglés)
- Destabilizing Terrorist Networks: Disrupting and Manipulating Information Flows in the Global War on Terrorism, Yale Information Society Project Conference Paper (2005).
- Seeking Symmetry in Fourth Generation Warfare: Information Operations in the War of Ideas, Presentation (PDF slides) to the Bantle - Institute for National Security and Counterterrorism (INSCT) Symposium, Syracuse University (2006).
- K. A. Taipale, Seeking Symmetry on the Information Front: Confronting Global Jihad on the Internet, 16 National Strategy F. Rev. 14 (Summer 2007).

- Datos: Q911036
- Multimedia: Information warfare / Q911036